# Gracilinanus marica
Gracilinanus marica är en pungdjursart som först beskrevs av Oldfield Thomas 1898. Gracilinanus marica ingår i släktet Gracilinanus och familjen pungråttor. IUCN kategoriserar arten globalt som livskraftig. Inga underarter finns listade.
Pungdjuret förekommer i norra Venezuela och centrala Colombia. Arten vistas i bergstrakter som är 2 100 till 4 000 meter höga. Habitatet utgörs av savanner och olika slags skogar.
Arten når en absolut längd av cirka 23 cm, inklusive en 13 cm lång svans. Hanar är allmänt större än honor. Troligen växer individerna hela tiden under sina korta liv. Gracilinanus marica tillhör pungdjuren men honor saknar pung (marsupium). Pälsen är på ovansidan rödbrun och vid buken ljusbrun. Allmänt är de rödbruna håren ljusare än hos Gracilinanus dryas, men Gracilinanus marica saknar de glest fördelade ljusare täckhåren som ger den andra arten ett frostigt utseende.
Det är nästan inget känt om artens levnadssätt. Antagligen har den samma beteende som andra arter av släktet Gracilinanus.